# Anopheles brohieri
Anopheles brohieri este o specie de țânțari din genul Anopheles, descrisă de Edwards în anul 1929. Conform Catalogue of Life specia Anopheles brohieri nu are subspecii cunoscute.